# Río Vilcabamba
Der Río Vilcabamba ist ein etwa 157 km langer linker Nebenfluss des Río Apurímac im Osten der Verwaltungsregion Apurímac in Südzentral-Peru.

## Flusslauf
Der Río Vilcabamba wird von einem Gletscher an der Nordflanke des 5331 m hohen Chancoaña, der höchsten Erhebung der Region Apurímac, gespeist. Das Quellgebiet liegt in der Cordillera Huanzo, einem Gebirgszug der peruanischen Westkordillere. Der Río Vilcabamba fließt anfangs 10 km nach Westen. Er durchfließt die beiden Bergseen Laguna Huacullo und Laguna Puncco. Anschließend wendet sich der Río Vilcabamba nach Norden. Er durchfließt das Anden-Hochland der Provinzen Antabamba und Grau. Am Flusslauf liegen die Orte Oropesa, Mamara, Turpay, San Antonio und Vilcabamba. Im Unterlauf fließt der Río Vilcabamba in nordnordöstlicher Richtung und verläuft zwischen den Provinzen Abancay im Westen und Cotabambas im Osten. Schließlich mündet der Río Vilcabamba auf einer Höhe von etwa 2200 m in den Río Apurímac.

## Einzugsgebiet und Hydrologie
Das Einzugsgebiet des Río Vilcabamba umfasst ein Areal von 3930 km². Dieses liegt vollständig innerhalb der Region Apurímac. Das Einzugsgebiet grenzt im Osten an das des Río Santo Tomás sowie im Westen an das des Río Pachachaca. Die Flüsse münden oberhalb bzw. unterhalb des Río Vilcabamba in den Río Apurímac. Im Süden, jenseits der Cordillera Huanzo, die entlang der kontinentalen Wasserscheide verläuft, liegt das Quellgebiet des Río Cotahuasi, eines Quellflusses des Río Ocoña, der zum Pazifischen Ozean fließt. Der mittlere Abfluss des Río Vilcabamba liegt bei 73 m³/s.